# Phillips Brooks
Phillips Brooks, född 12 december 1835 och död 23 januari 1893, var en amerikansk präst och psalmförfattare.
Brooks var predikant i Philadelphia och Boston (Trinity church), och blev 1891 biskop i Massachusetts. Brooks var en av de främsta företrädarna för den amerikanska bredkyrkliga riktning, som Horace Bushnell inledde, och en av Amerikas främsta predikanter. Flera av hans predikningar och föredrag finns i svensk översättning.
I den svenska psalmboken (1986) är han representerad med psalmen 115, O Betlehem, du lilla stad.